# Zarza de Granadilla
Zarza de Granadilla es un municipio español, en la provincia de Cáceres, comunidad autónoma de Extremadura. Dentro de la provincia, forma parte administrativamente del partido judicial de Plasencia y de la mancomunidad integral de Trasierra-Tierras de Granadilla. Desde el punto de vista de la geografía física, el término municipal se extiende a lo largo de la margen izquierda del río Alagón, en el tramo que forma tras salir del sistema Central y entrar en su curso medio; de este modo, alberga tanto un área montañosa al norte, en la sierra de Lagunilla, como un área llana al sur, donde se ubica el pueblo y fluye el río Ambroz.
El término municipal de Zarza de Granadilla, con una extensión de 133,70 km², alberga actualmente una única entidad de población habitada, que es el pueblo homónimo, con estatus formal de lugar. Sin embargo, su territorio alberga varios despoblados: la villa de Granadilla y cuatro antiguas pedanías o caseríos de dicha villa hoy reducidas a fincas rústicas: Diganzales, San Miguel, Viloria y Vilorilla. Según los datos oficiales del INE de 2022, el municipio tenía ese año una población de 1803 habitantes, de los cuales 1781 vivían en el propio pueblo. Actualmente es el mayor municipio de su mancomunidad, tanto en población como en superficie.
El pueblo tiene su origen en la Antigua Roma, cuando en el cauce del río Ambroz se fundó la villa romana de Villoria, ubicada cerca de Cáparra y de la Vía de la Plata. En 1160, Fernando II de León reconquistó la localidad de Granada, más conocida como Granadilla, y en los siglos siguientes se desarrollaron La Zarza y San Miguel como pedanías de dicha villa, en las cercanías de Villoria. En los siglos XVI-XVIII, la población de estas tres pedanías acabó concentrándose en La Zarza, que se desarrolló como lugar de parada en la Cañada Real Soriana Occidental. El actual término municipal zarceño fue definido en 1965, cuando Granadilla fue desalojada por la construcción del embalse de Gabriel y Galán, heredando Zarza parte del antiguo término de dicha villa.

## Localización
El término municipal de Zarza de Granadilla limita con:
- Sotoserrano al norte;
- Lagunilla, Abadía y La Granja al este;
- Casas del Monte y Jarilla al sureste;
- Villar de Plasencia al sur;
- Guijo de Granadilla al suroeste;
- Mohedas de Granadilla y La Pesga al oeste;
- Caminomorisco al noroeste.

## Historia

### Edad Antigua
La actual localidad de Zarza de Granadilla tiene su origen en la época romana. El límite suroriental del actual término municipal lo marca la calzada romana de la Vía de la Plata, concretamente parte del tramo que unía el municipium de Cáparra con el balneario de Baños de Montemayor. La actual localidad de Zarza se ubica tan solo 8 km al noreste de Cáparra, y a unos 3 km de la calzada romana. Debido a ello, se han hallado en este lugar y sus alrededores una veintena de restos romanos con inscripciones, como epitafios y miliarios. En el área comprendida entre el actual pueblo y la Vía de la Plata, surgió entonces la localidad de Villoria como una villa romana, y por los restos es posible que también existiera un lugar habitado en San Miguel, todo ello en el entorno del río Ambroz.

### Edad Media

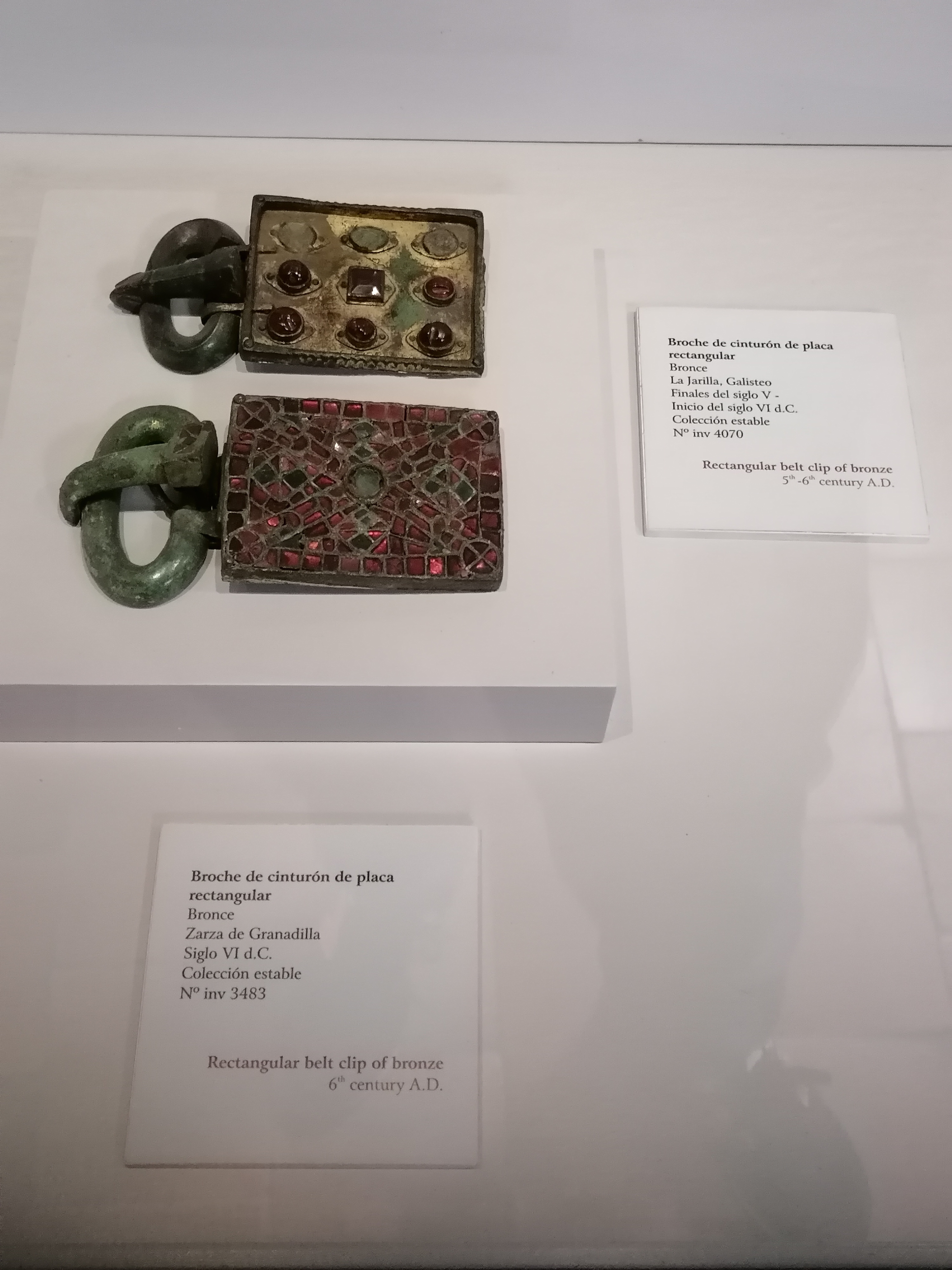
Hebillas de cinturón visigodas halladas en Galisteo y Zarza de Granadilla, expuestas en el Museo de Cáceres

En el museo provincial de Cáceres pueden encontrarse una serie de objetos de adorno y de uso personal de la época visigoda, entre los que se encuentran los clásicos broches de cinturón, adornados con pedrería, encontrados en una necrópolis en este municipio.
Posteriormente, durante el período andalusí, entre los siglos VIII y XII, se desarrolló el regadío con la instalación de norias en torno al río Ambroz. En esta época ya está desarrollado el poblamiento de San Miguel junto al de Villoria, y surgieron los primeros poblados que dieron lugar a los vecinos pueblos de Abadía y La Granja.
En 1160, Fernando II reconquistó para el reino de León la aldea de Granada, a la que dio el título de villa en 1170. A partir de ahí se formó una comunidad de villa y tierra en la cual se fueron estableciendo diversos lugares pedáneos, origen de los actuales pueblos de la zona. Todo el actual término municipal de Zarza de Granadilla pertenecía a esta comunidad, cuyo límite oriental lo marcaba la Vía de la Plata, ya que en este tramo había pasado a ser la frontera con el vecino reino de Castilla, que en la misma época reconquistó Béjar y Plasencia. Desde 1446, la comunidad de Granada pasó a ser un señorío de los duques de Alba de Tormes.

### Edad Moderna
Según el Censo de Pecheros de 1528, en el actual término municipal vivían 106 pecheros en la villa de Granada, 7 en San Miguel, 60 en La Çarça (la actual localidad) y 107 en Villoria; esto equivaldría a un total aproximado de mil habitantes en total. Posteriormente, a lo largo del siglo XVI ocurrieron una serie de hechos que hicieron que La Zarza pasase a ser el lugar más importante de la zona. La Cañada Real Soriana Occidental pasaba por el pueblo, concretamente por la actual calle Constitución, y los ganaderos de la Mesta establecieron aquí un lugar de parada y descanso, que hizo que varios vecinos se dedicaran al negocio de los mesones. Por su parte, el entorno de la calle de los Mesones (oficialmente calle José Rubio) fue lugar de refugio en 1560 para numerosas familias de Villoria que huían de una epidemia. En el Censo de la Corona de Castilla de 1591, vivían 121 familias en La Zarza y 69 en Villoria, con San Miguel ya despoblado.
Según el diccionario de Madoz, a principios del siglo XVIII quedaron definitivamente despoblados Viloria y un pequeño poblado ubicado en sus cercanías llamado Vilorilla, como consecuencia de los altos impuestos que se pagaban. En el actual término municipal quedaron únicamente habitados Granadilla, La Zarza y una pequeña alquería cercana a Las Hurdes llamada Diganzales, que en 1734 tenía una población de siete u ocho familias; esta última desaparecería a principios del siglo XIX por los ataques de los Muchachos de Santibáñez, peligrosa organización criminal que operaba en aquella época en esa zona montañosa, en el momento de mayor auge del bandolerismo.
Según el Catastro de Ensenada de 1753, La Zarza ya tenía en aquella época un término pedáneo propio que incluía los territorios de Viloria y San Miguel, y que limitaba con la villa de Granada y con La Granja, Casas del Monte, Jarilla, Villar de Plasencia y El Guijo. Según el Interrogatorio de la Real Audiencia de Extremadura de 1791, en el lugar de La Zarza vivían 163 familias.

### Edad Contemporánea

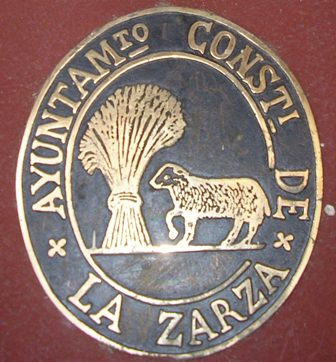
Sello del Ayuntamiento de Zarza de Granadilla en el

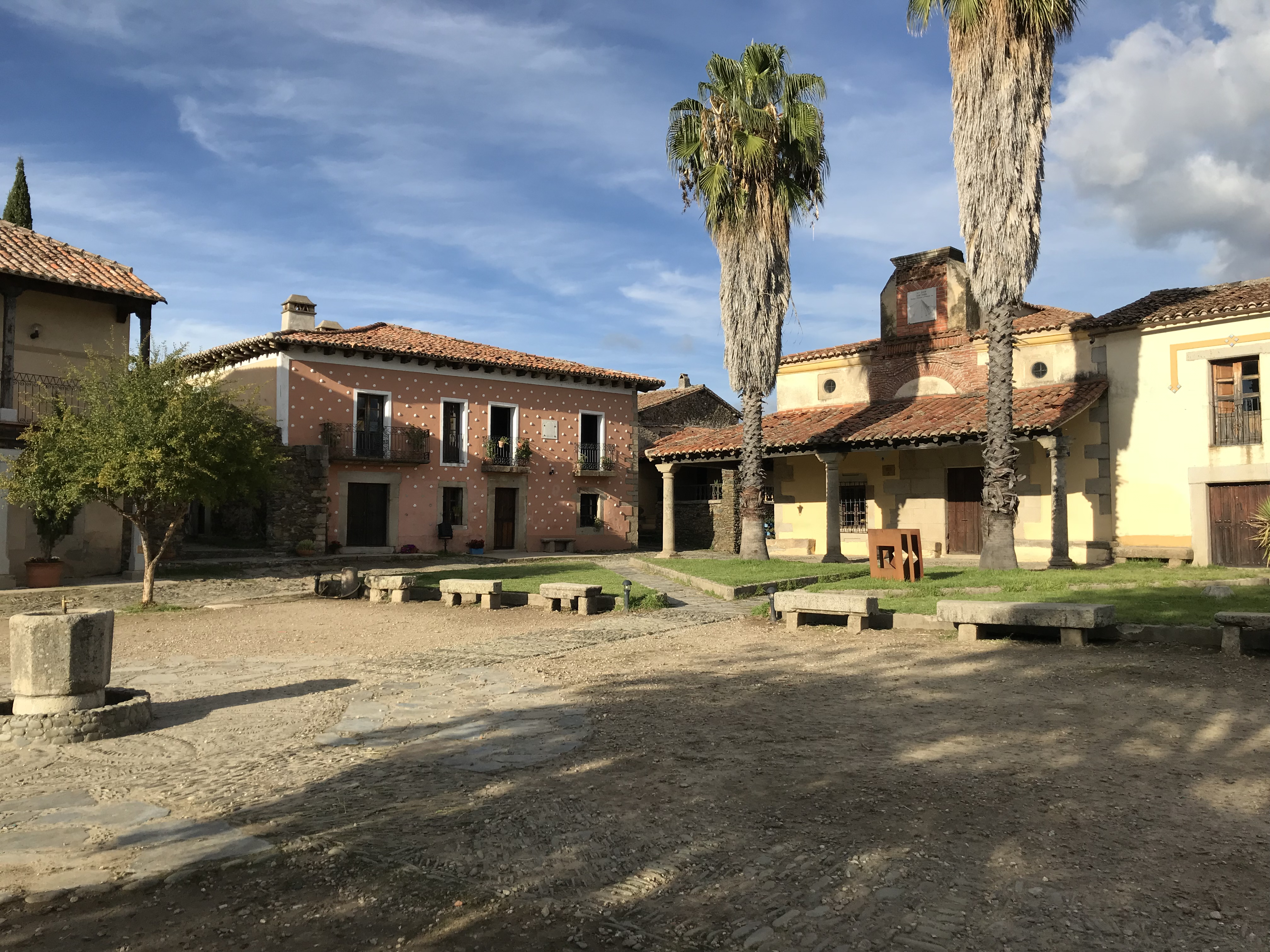
Estado actual de la plaza mayor de Granadilla

Tras la caída del Antiguo Régimen en la década de 1830, se disolvió el señorío de Granadilla y sus tierras fueron repartidas entre la villa de Granadilla y aquellos lugares pedáneos que mantenían una población mínima, a cada uno de los cuales se les dio su propio término municipal y ayuntamiento, pasando a agruparse los nuevos municipios en el partido judicial de Granadilla, que desde 1873 trasladaría su capital a Hervás. El nuevo municipio recibió provisionalmente el topónimo La Zarza, pero tuvo que cambiarlo en poco tiempo a Zarza de Granadilla, para distinguirse de Zarza de Montánchez y Zarza la Mayor; de hecho, según el diccionario de Madoz, esta última era conocida como la Mayor para distinguirla de Zarza de Granadilla, distinguida en la zona como La Zarcita. El término municipal asignado a Zarza de Granadilla entre 1834 y 1965 tenía una superficie de 57,09 km² y limitaba con Granadilla, Abadía, La Granja, Casas del Monte, Jarilla, Villar de Plasencia y Guijo de Granadilla. En el censo de 1842, La Zarza contaba con 230 hogares y 1280 habitantes.
El diccionario de Madoz describe que a mediados del siglo XIX el municipio basaba su economía en la agricultura y ganadería, circunstancia que no variaría en los cien años siguientes, en los que la población del municipio se mantuvo estable entre mil y dos mil habitantes, junto con algo menos de mil en Granadilla. La descripción económica de Madoz era la siguiente:

Produce: trigo, centeno, cebada, avena, garbanzos, habas, vino, aceite, lino, sandias, melones, frutas y verduras; se mantiene ganado lanar, cabrio, vacuno y de cerda, y se cría abundante caza de todas clases, y la pesca del rio. Industria y Comercio: una fábrica de paño pardo muy bueno, muchos telares de lienzos, 3 molinos harineros; se exportan los granos y ganados.

Desde la pérdida de su condición de capital de partido en 1873, Granadilla había pasado a ser un asentamiento dependiente de la agricultura y ganadería. A mediados del siglo XX, gran parte del antiguo municipio de Granadilla fue afectado por la construcción del embalse de Gabriel y Galán, lo que obligó a desalojar a los vecinos al perder su base económica con la inundación. En 1965 creció el término municipal de Zarza de Granadilla porque incorporó la parte del hasta entonces municipio de Granadilla ubicada al este del río Alagón, quedando la parte occidental en el término municipal de Mohedas de Granadilla. El ahora despoblado quedó en término de Zarza de Granadilla, por hallarse al este del río. En 1980, la villa de Granadilla fue declarada conjunto histórico. La ampliación del término hizo que Zarza de Granadilla evitase el éxodo rural y mantuviera su población estable en algo menos de dos mil habitantes; sin embargo, la mayoría de los últimos habitantes de Granadilla se desplazaron al sur para fundar Alagón del Caudillo, el actual Alagón del Río, por lo que Zarza de Granadilla no logró aumentar su población con la ampliación del término.

## Demografía
Zarza de Granadilla cuenta con una población de 1803 habitantes (INE 2024).
| Gráfica de evolución demográfica de Zarza de Granadilla entre 1842 y 2021 |
| |
| Población de derecho según los censos de población del INE Población de hecho según los censos de población del INEEn este censo se denominaba Zarza: 1842. Entre el censo de 1970 y el anterior, crece el término del municipio porque incorpora una parte no inundada de Granadilla en el año 1965. |

## Símbolos
El escudo de Zarza de Granadilla fue aprobados mediante la «Orden de 5 de mayo de 2000, por la que se aprueba el Escudo Heráldico para el Ayuntamiento de Zarza de Granadilla», publicada en el Diario Oficial de Extremadura el 18 de mayo de 2000 y aprobada por la Consejera de Presidencia María Antonia Trujillo, tras haber aprobado el ayuntamiento el proyecto el 1 de junio de 1999, y haber recibido informe favorable del Consejo Asesor de Honores y Distinciones de la Junta de Extremadura el 16 de noviembre de 1999. El escudo se define oficialmente así:

Escudo de oro, una rama de zarza, de sinople, surmontada de un candado de gules. Bordura de plata, cargada de seis granadas de su color, rajadas de gules, talladas y hojadas de sinople. Al timbre Corona Real cerrada.

## Administración

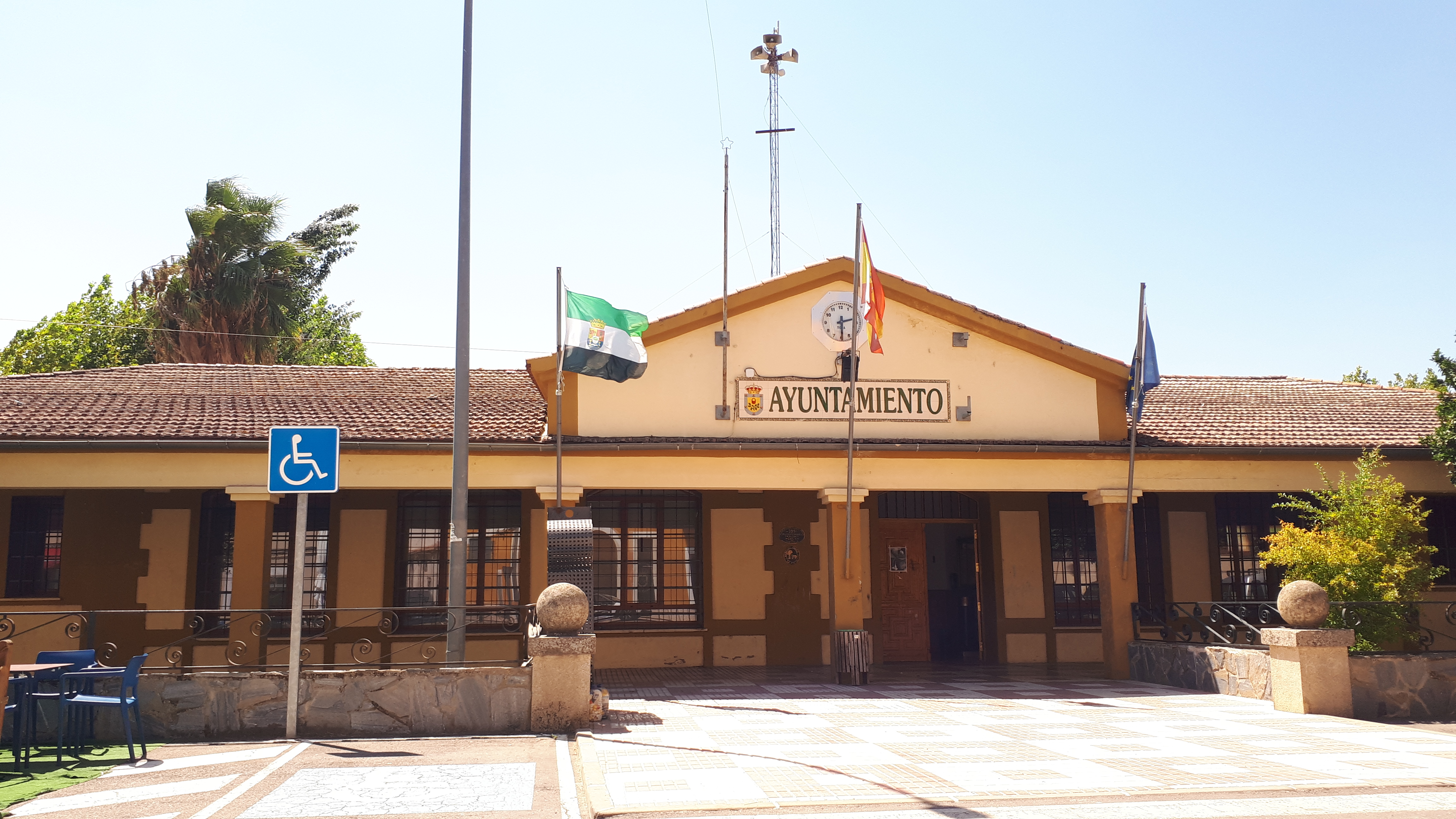
Casa consistorial de Zarza de Granadilla

El Ayuntamiento de Zarza de Granadilla tiene su casa consistorial en un lateral del parque que rodea a la ermita del Cristo de la Misericordia. Debido a la cercanía geográfica de numerosas localidades, gran parte de los servicios municipales están delegados a tres mancomunidades: Depuradora de Baños, que se encarga del abastecimiento de agua; la Mancomunidad para la Gestión Urbanística de los Municipios del Norte de Cáceres, que gestiona el urbanismo; y la mancomunidad integral de Trasierra – Tierras de Granadilla, que gestiona otros numerosos servicios como dinamización deportiva o servicios sociales.
En la siguiente tabla se muestran los votos en las elecciones municipales de Zarza de Granadilla, con el número de concejales entre paréntesis, desde las primeras elecciones municipales democráticas:
| Año  | Año | Populares          | Socialistas   | Otros                        |
| ---- | --- | ------------------ | ------------- | ---------------------------- |
| 1979 |     | No se presentaron  | PSOE: 350 (5) | UCD: 349 (4) PCE: 140 (2)    |
| 1983 |     | AP-PDP-UL: 444 (4) | PSOE: 534 (5) | PCE: 90 (0)                  |
| 1987 |     | AP: 417 (4)        | PSOE: 382 (3) | GIZ: 190 (1) PTE-UC: 128 (1) |
| 1991 |     | PP: 576 (5)        | PSOE: 423 (3) | GIZ: 108 (1)                 |
| 1995 |     | PP: 654 (5)        | PSOE: 501 (4) | Coalición Extremeña: 75 (0)  |
| 1999 |     | PP: 655 (5)        | PSOE: 616 (4) | No hubo más candidaturas     |
| 2003 |     | PP: 608 (4)        | PSOE: 682 (5) | No hubo más candidaturas     |
| 2007 |     | PP-EU: 538 (4)     | PSOE: 775 (5) | No hubo más candidaturas     |
| 2011 |     | PP-EU: 776 (6)     | PSOE: 493 (3) | No hubo más candidaturas     |
| 2015 |     | PP: 583 (4)        | PSOE: 643 (5) | No hubo más candidaturas     |
| 2019 |     | PP: 673 (5)        | PSOE: 555 (4) | No hubo más candidaturas     |
| 2023 |     | PP: 523 (4)        | PSOE: 379 (3) | Vox: 255 (2)                 |

El municipio ha tenido los siguientes alcaldes desde 1979:
| Periodo   | Nombre                          | Partido |
| --------- | ------------------------------- | ------- |
| 1979-1983 | Teodoro de las Heras Camisón    | PSOE    |
| 1983-1987 | Teodoro de las Heras Camisón    | PSOE    |
| 1987-1991 | Máximo Benito Hernández         | AP      |
| 1991-1995 | Luis Antonio Esteban Santibáñez | PP      |
| 1995-1999 | Luis Antonio Esteban Santibáñez | PP      |
| 1999-2003 | María del Carmen Martín López   | PP      |
| 2003-2007 | Miguel Ángel González Paniagua  | PSOE    |
| 2007-2011 | Miguel Ángel González Paniagua  | PSOE    |
| 2011-2015 | Germán García Benito            | PP-EU   |
| 2015-2019 | Jesús Carlos Alonso Hernández   | PSOE    |
| 2019-2023 | Jesús Puertas Pastor            | PP      |
| 2023-act. | Jesús Puertas Pastor            | PP      |

## Economía

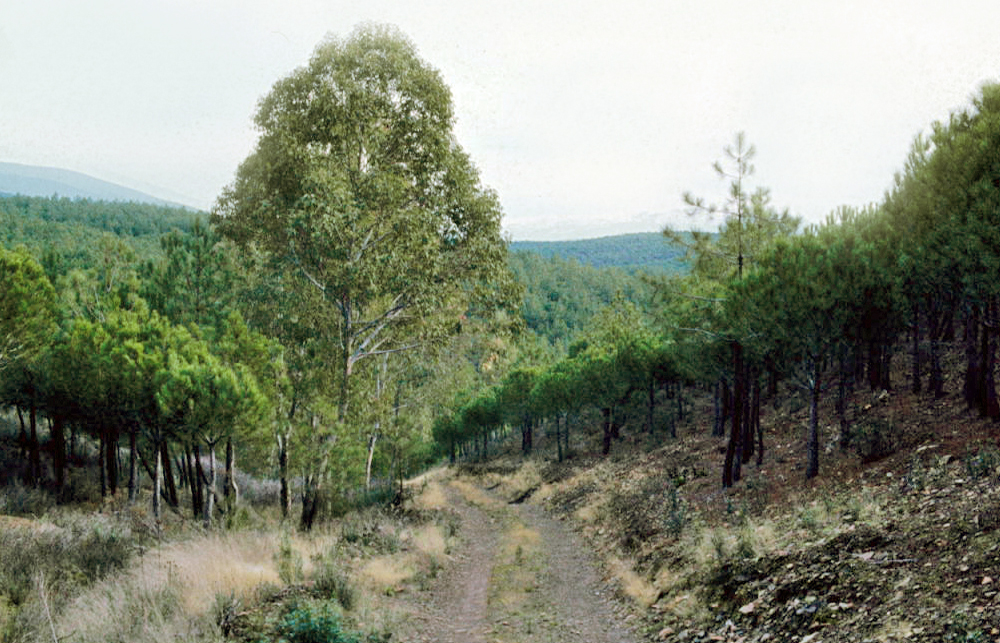
Paisaje forestal en la sierra de Lagunilla

La población se dedica principalmente al sector primario, con dos quintas partes del empleo dedicados a la agricultura, tanto de secano como de regadío, y otra quinta parte dedicada a la ganadería. Los cultivos de secano son fundamentalmente cereales y pasto, aunque también hay algunos olivos. Los regadíos, concentrados en el entorno del río Ambroz, se destinan al cultivo de tabaco y pimentón. Los ganaderos locales cuentan con una gran superficie de dehesa que cubre dos quintas partes del término municipal. Aparte del sector primario, un 25% del empleo local se dedica al sector servicios, y tan solo el 15% restante a la construcción e industria; en este último sector, el municipio es conocido por albergar la sede de la cervecera Cerex.

## Servicios públicos

### Educación
El pueblo cuenta con un colegio rural agrupado, el CRA Ambroz, al que pertenecen los municipios de Abadía, Casas del Monte y La Granja. Para la educación secundaria, existe el IESO Cáparra, en el que se pueden estudiar los cuatro cursos de ESO y la formación profesional de Auxiliar de Servicios Administrativos. También es posible acceder al Plan de Alfabetización Tecnológica desde el Tele-centro que se encuentra junto a la biblioteca municipal.

### Sanidad
Pertenece a la zona de salud de Aldeanueva del Camino dentro del área de salud de Plasencia y cuenta con un punto de atención continuada.

### Transportes
Se ubica sobre la carretera EX-205, importante carretera autonómica que une Hervás con Portugal y que comunica las principales áreas rurales del noroeste de la provincia. La carretera EX-205 está conectada aquí con las siguientes carreteras de la red de la Diputación de Cáceres:
- CC-211, denominada en su tramo urbano "carretera del Guijo", sale del suroeste del pueblo y lleva a Guijo de Granadilla.
- CC-216, denominada en su tramo urbano "carretera de la Estación", sale del sureste del pueblo y lleva a la salida de la Autovía Ruta de la Plata en el término municipal de Casas del Monte. Esta es una de las dos salidas de autovía que dan servicio a Zarza, siendo la otra la de la EX-205 ubicada junto a La Granja. Ambas salidas de autovía se hallan a unos 5 km de Zarza de Granadilla.
- CC-218: sale del norte del pueblo hacia Granadilla. No está directamente conectada con la EX-205, que pasa al sur del pueblo, pero ambas carreteras tienen una conexión a través de la avenida de Granadilla, que recorre todo el este del casco urbano. Unos 2 km al norte de Zarza de Granadilla sale, al este de la CC-218, la CC-222, que lleva a Abadía y Aldeanueva del Camino.

## Monumentos y lugares de interés

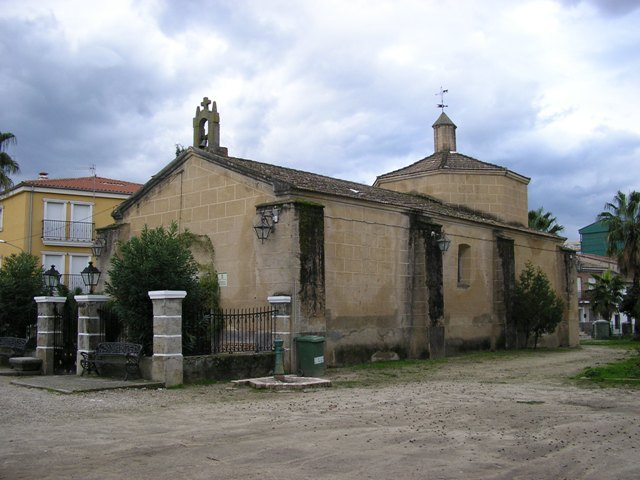
Ermita del Cristo

- Iglesia parroquial católica bajo la advocación de Nuestra Señora de la Asunción, perteneciente a la diócesis de Coria y construida en el siglo XVI.[35]
- Ermita del Cristo de la Misericordia, del siglo XVIII.[35]
- Despoblado de Granadilla.
- Castillo de Granadilla.
- Plaza de toros. Inaugurada el 19 de mayo de 1991, cuenta con un aforo para más de 2000 personas. Fue rehabilitada en 2013.

## Cultura

### Investigación científica
El término municipal de Zarza de Granadilla alberga desde 2011, en un campo unos 2 km al sureste de la villa de Granadilla, uno de los centros de investigación más conocidos de la provincia: el Centro de Cría del Lince Ibérico de Zarza de Granadilla, uno de los cinco centros que el Programa de Conservación Ex-Situ del Lince Ibérico tiene repartidos por el sur de la península. Es una finca rústica de acceso fuertemente restringido, en la que ejemplares de la especie Lynx pardinus viven continuamente videovigilados por personal científico que investiga el comportamiento de los felinos, con el objetivo de facilitar su reproducción y suelta en el medio ambiente, y así poner fin a su situación de peligro de extinción.

### Fiestas locales

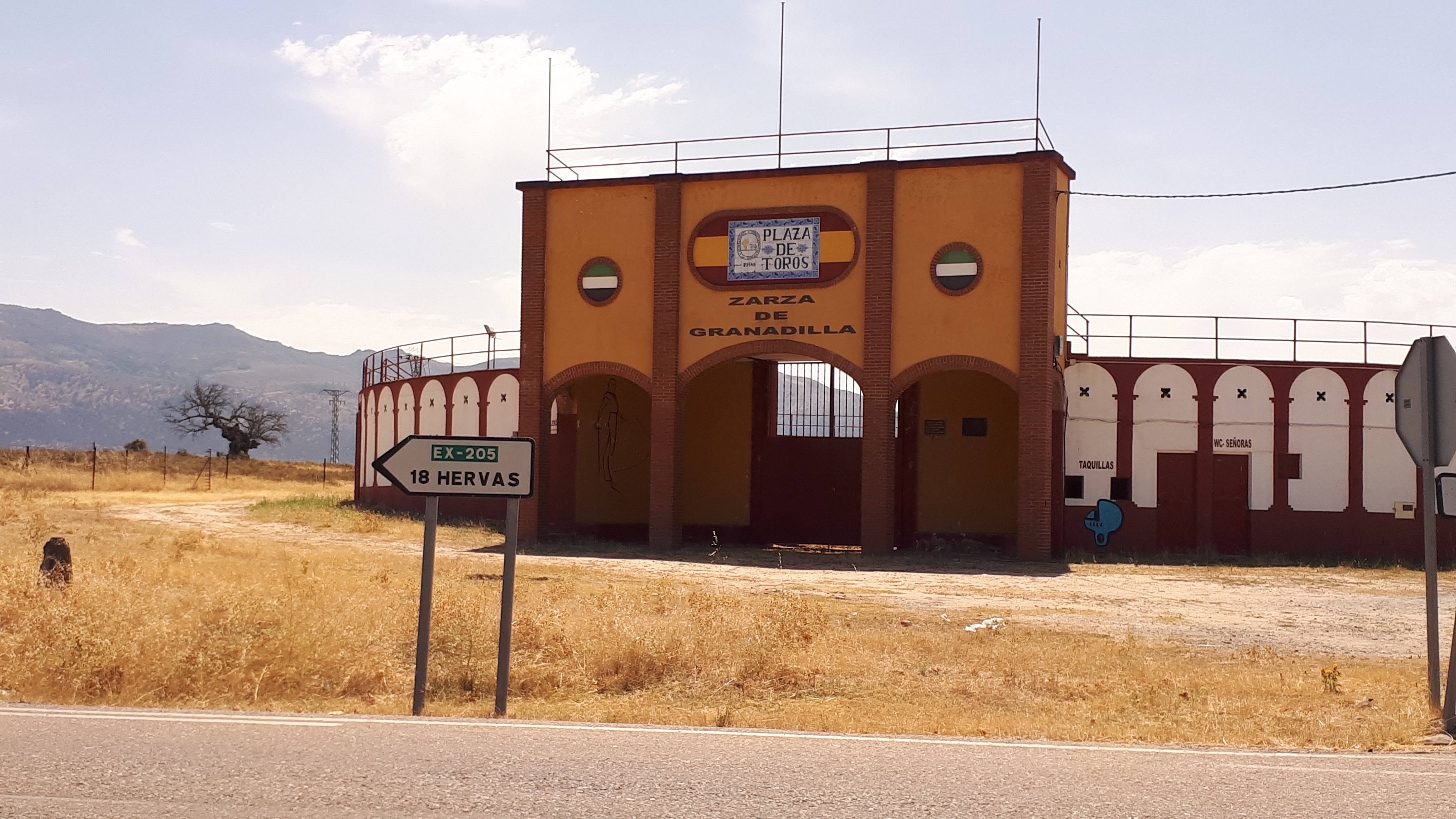
Plaza de toros

- El primer domingo de mayo se celebra la romería de la Virgen de Fátima.[37][38]
- El primer domingo de julio tiene lugar la procesión de San Cristóbal, en la que desfilan los vehículos del municipio.[39]
- La fiesta patronal del pueblo es la de San Ramón Nonato, el 31 de agosto.[39]

### Deportes

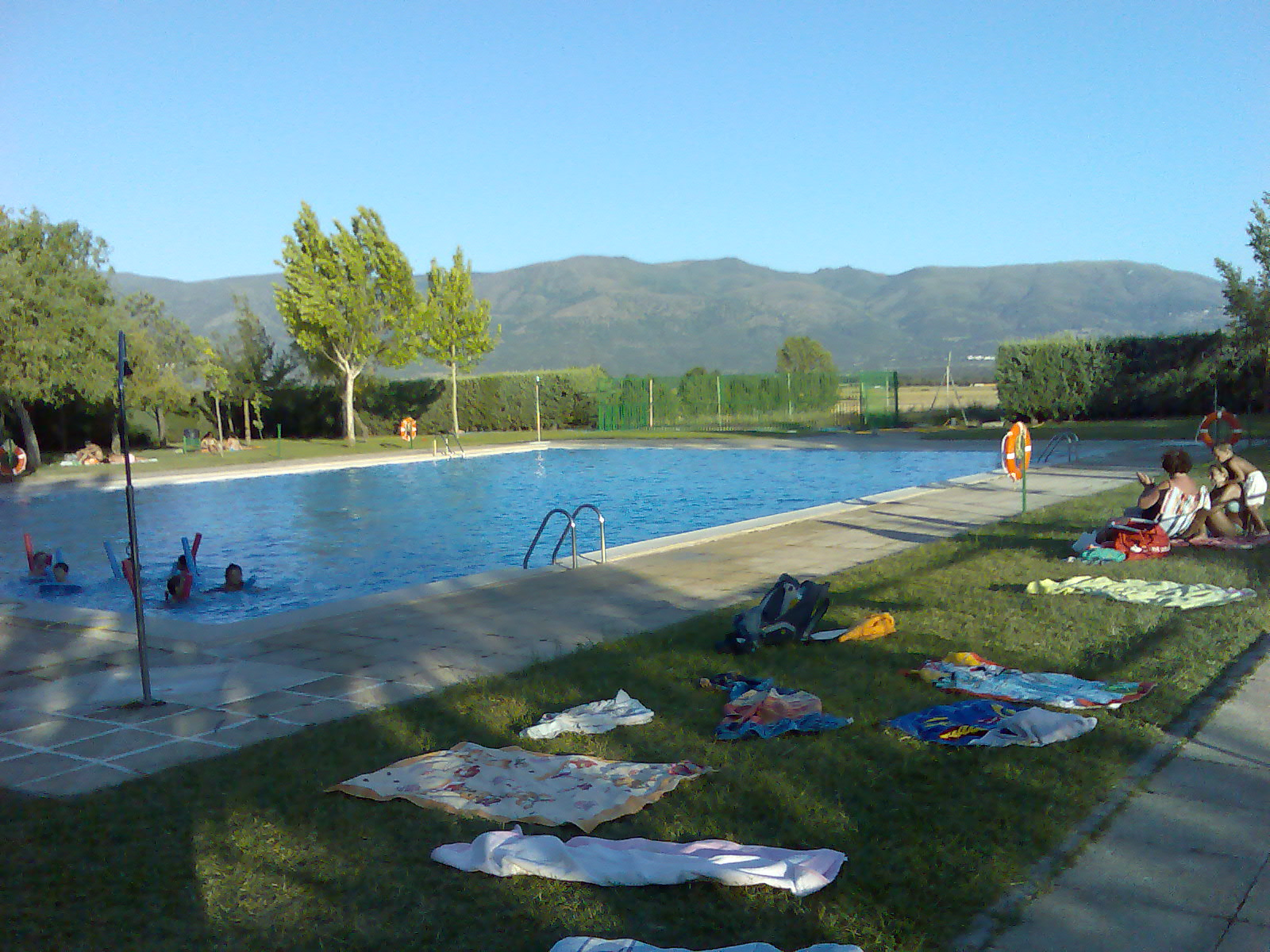
Piscina municipal.

La principal instalación deportiva de Zarza de Granadilla es el Centro Internacional de Innovación Deportiva en el Medio Natural, situado en el límite de los términos de Guijo de Granadilla y Zarza de Granadilla, en una península sobre el embalse de Gabriel y Galán. Caracterizado por su forma anular, que le ha dado el sobrenombre de "El Anillo", es un proyecto conjunto de la Junta de Extremadura y el Consejo Superior de Deportes una serie de instalaciones específicas para la práctica, formación, investigación y desarrollo en varios deportes. Se inauguró en 2011.
En época estival es destacable la piscina municipal del pueblo.